# Bob Gerber
Robert Edward Gerber, detto Bob (Akron, 1º agosto 1916 – Sandusky, 13 febbraio 2002), è stato un cestista statunitense, professionista nella NBL.

## Carriera
Gerber ha giocato a livello di college nei Rockets della University of Toledo, venendo nominato All American nel 1941 e nel 1942: è l'unico cestista nella storia dell'ateneo ad esserci riuscito. Al termine della carriera universitaria, giocò a livello professionistico in NBL, disputando una partita con i Toledo Jim White Chevrolets, prima di arruolarsi nell'esercito statunitense impegnato nella seconda guerra mondiale.
Al rientro dalla guerra, proseguì la carriera negli Indianapolis Kautskys, nei Toledo Jeeps, nei Minneapolis Lakers e infine nei Tri-Cities Blackhawks.

## Palmarès
- All American: 1941, 1942[2][3]